# Ceroklis
Ceroklis ist ein lettischer Gott der Feldfrüchte.

## Überlieferung
Ceroklis wird in einigen Texten des frühen 17. Jahrhunderts erwähnt und zwar unter den Namen Corakle, Cerroklis und Dewing Cereklicing. Er wird als Gott der Äcker und Feldfrüchte (deus agrorum frumentorumque) beschrieben, dem zu bestimmten Zeiten ein schwarzes Rind, ein schwarzes Huhn oder ein schwarzes Schwein sowie Bier geopfert wird.  Nach einer anderen Quelle wurde ihm der erste Bissen der Speisen und der erste Schluck der Getränke geopfert.

## Ceru mate
In der lettischen Folklore wird Ceroklis nicht genannt, dafür erscheint hier die Ceru māte, die »Staudenmutter«.  Da der Name Ceroklis vom Verb cerot „sich stauden“ abgeleitet werden kann, darf eine Verbindung zwischen beiden Gottheiten angenommen werden.